# Doratopsylla wissemani
Doratopsylla wissemani är en loppart som beskrevs av Traub et Evans 1967. Doratopsylla wissemani ingår i släktet Doratopsylla och familjen mullvadsloppor. Inga underarter finns listade i Catalogue of Life.